# 그리피스 실험
그리피스 실험은 1928년 프레더릭 그리피스가 폐렴쌍구균을 이용해 형질전환을 발견한 실험이다.

## 실험의 개요

폐렴쌍구균을 이용한 그리피스의 실험

영국의 의사이자 유전학자인  프레더릭 그리피스는 폐렴쌍구균이 세 종류로 나뉜다는 것을 발견하여 이들을 각각 I, II, III형으로 구분하였다. 그리피스는 노이펠트가 발견한 폐렴쌍구균의 종류 가운데 II형과 III형을 이용하여 두 종류의 폐렴쌍구균을 쥐에 감염시키는 실험을 하였다. 그는 편의상 II형을 R형(영어: Rough form, 까칠한 모양)과 III형을 S형(영어: Smooth, 부드러운 모양)으로 불렀다. R형은 숙주의 면역계에 잡혀 병을 유발시키지 못하나 S형은 폐렴을 유발시킨다. 그리피스의 실험이 있기 전까지 생물학자들은 박테리아의 유전형질이 고정적인 것이라 생각하였다.
그리피스의 실험 내용은 왼쪽의 그림과 같다.
- R형을 주입한 쥐는 생존하며, S형을 주입한 쥐는 폐렴이 발생하여 죽는다.
- S형 폐렴쌍구균을 열처리하면 박테리아가 파괴되어 독성이 사라지며, 이를 주입한 쥐는 생존한다.
- 열처리되어 파괴된 S형을 R형과 함께 혼합하여 쥐에게 주입하면 폐렴이 발생하여 죽는다.

이 실험의 결과 S형의 형질은 S형이 파괴되었더라도 남아 있고 R형이 이것을 받아들여 S형으로 변환되었다는 것을 알 수 있다. 그리피스는 이를 형질전환이라 하였다. 그리피스는 형질전환이 일어난다는 것을 실험으로 증명하였지만 어떤 과정을 통해서 R형이 S형으로 변환되는지는 밝혀내지 못했다.

## 형질전환의 원인
생물학자들은 오랫동안 그리피스의 실험을 연구하였다. 1944년 오즈월드 에이버리는 그리피스의 실험을 훨씬 정교하게 통제하여 열처리한 S형 균을 탄수화물, 단백질, DNA로 구분하여 R형 균에 투입하였고, 그 결과 DNA가 형질변환의 원인임을 밝혀내었다. 이후 유전학자들은 DNA가 유전물질이라고 여기게 되었으며 이를 실험으로 증명하기 위해 노력하였다. 1952년 앨프리드 허시와 마사 체이스는 박테리오파지를 이용한 허시-체이스 실험을 통해 DNA가 유전물질임을 밝혔다

## 같이 보기
- 유전학
- 에이버리-매클레오드-매카시 실험
- 허시-체이스 실험

## 참고 문헌
- Avery, MacLeod, and McCarty (1944). "Studies on the Chemical Nature of the Substance Inducing Transformation of Pneumococcal Types: Induction of Transformation by a Desoxyribonucleic Acid Fraction Isolated from Pneumococcus Type III". Journal of Experimental Medicine 79 (1): 137–58. doi:10.1084/jem.79.2.137.
- Daniel Hartl and Elizabeth Jones (2005). Genetics: Analysis of Genes and Genomes, 6th edition. Jones & Bartlett. 854 pages. ISBN 0-7637-1511-5.
- Lehrer, Steven (2006). Explorers of the Body (2nd ed.). United States: iUniverse, Inc. ISBN 0-595-40731-5.